# Stéphane Prosper
Pas d'image ? Cliquez ici

a Compétitions nationales et continentales officielles uniquement.

Dernière mise à jour le 4 juin 2019.
Stéphane Prosper, né le 11 mars 1971 à Fumel, est un joueur français de rugby à XV évoluant au poste de demi d'ouverture, reconverti ensuite en tant qu'entraîneur.
Il officie notamment dans les clubs du Stade montois et du SU Agen, autant lors de ses carrières de joueur et d'entraîneur.

## Biographie

### Carrière de joueur
Né à Fumel, Stéphane Prosper ne grandit pas en Lot-et-Garonne mais dans les Landes. Il découvre la pratique du rugby à XV au Pédale et Stade tarusate, club de Tartas, dès l'âge de huit ans.
À ses dix-huit ans, il rejoint un autre club du département, le Stade montois, dans lequel il reste pendant cinq saisons.
Après une saison au RC Narbonne, il fait son retour en Lot-et-Garonne, intégrant le SU Agen pendant six saisons.
Il fait ensuite son retour au Stade montois pour la fin de sa carrière de joueur, avec lequel il est notamment sacré champion de France de Pro D2 en 2002.

### Carrière d'entraîneur
- 2004-2007 : Stade montois (espoirs)
- 2007-2013 : Stade montois (équipe professionnelle)
- 2013-2019 : SU Agen
- 2019-29 décembre 2020 : Castres olympique
- 2021- : Stade montois

Durant sa première mission à la tête de l'équipe professionnelle du Stade montois, il est associé à Marc Dal Maso, son beau-frère au civil.

## Palmarès

### En club
Avec le RC Narbonne
- Championnat de France de Nationale B :
  - Champion (1) : 1995

Avec le SU Agen
- Challenge européen :
  - Finaliste (1) : 1998

Avec le Stade montois
- Championnat de France Pro D2 :
  - Champion (1) : 2002

### Distinction personnelle
- Nuit du rugby 2008 : Meilleur staff d'entraîneur de la Pro D2 (avec Marc Dal Maso) pour la saison 2007-2008

## Statistiques d'entraîneur
| Saison      | Club              | Division | Poste    | Classement                                       | Coupe d'Europe | Challenge européen         |
| ----------- | ----------------- | -------- | -------- | ------------------------------------------------ | -------------- | -------------------------- |
| 2007 - 2008 | Stade montois     | Pro D2   | Arrières | Vainqueur de la finale d'accession au Top 14     | -              | -                          |
| 2008 - 2009 | Stade montois     | Top 14   | Arrières | 14e                                              | -              | Éliminé en poule           |
| 2009 - 2010 | Stade montois     | Pro D2   | Arrières | 12e                                              | -              | -                          |
| 2010 - 2011 | Stade montois     | Pro D2   | Arrières | Éliminé en demi-finale d'accession               | -              | -                          |
| 2011 - 2012 | Stade montois     | Pro D2   | Arrières | Vainqueur de la finale d'accession au Top 14     | -              | -                          |
| 2012 - 2013 | Stade montois     | Top 14   | Arrières | 14e                                              | -              | Éliminé en poule           |
| 2013 - 2014 | SU Agen           | Pro D2   | Arrières | 2e, éliminé en finale d'accession                | -              | -                          |
| 2014 - 2015 | SU Agen           | Pro D2   | Arrières | 4e, Vainqueur de la finale d'accession au Top 14 | -              | -                          |
| 2015 - 2016 | SU Agen           | Top 14   | Arrières | 13e                                              | -              | Éliminé en poule           |
| 2016 - 2017 | SU Agen           | Pro D2   | Arrières | 2e, Vainqueur de la finale d'accession au Top 14 | -              | -                          |
| 2017 - 2018 | SU Agen           | Top 14   | Arrières | 11e                                              | -              | Éliminé en poule           |
| 2018 - 2019 | SU Agen           | Top 14   | Arrières | 12e                                              | -              | Éliminé en poule           |
| 2019 - 2020 | Castres olympique | Top 14   | Arrières | 10e (arrêt du championnat)                       | -              | Forfait en quart de finale |